# Abraham von Kreta
Abraham III. von Kreta (Kretac'i; * in Iraklio, Kreta; † 18. April 1737 in Etschmiadsin) war 1734–1737 ein Katholikos der Armenisch-Apostolischen Kirche und ein bedeutender Chronist.

## Leben
Näheres über Familie, Jugend und Erziehung ist nicht bekannt, außer dass er Türkisch, Armenisch und einigermaßen Griechisch sprach. Als Mönch und Mitglied der höheren Hierarchie seiner Kirche unterlag er der Zölibatspflicht. Abraham war armenischer Bischof von Tekirdağ (Rodosto) und gleichzeitig armenischer Prälat für Thrakien (Osmanisches Reich) von 1708 bis 1734. 1719/20 besuchte er Jerusalem. Im April 1734 begab er sich als Pilger zu den heiligen Schreinen nach Dhu l-qaʿda in Groß-Armenien (Persischarmenien). Bei seinem Besuch in Jerewan beeindruckte er den Katholikos Abraham II. von Etschmiadsin derart durch seine Religiosität, dass dieser ihn im November 1734 als seinen Nachfolger benannte. Trotz seiner Proteste, er sei zu alt und zu krank, wurde er als Abraham III. zum Katholikos der Armenisch-Apostolischen Kirche gesalbt. Der osmanische Gouverneur von Jerewan, Hācī Ḥüseyin Pascha, war zufrieden, einen osmanischen Bürger an der Spitze der armenischen Kirchen-Hierarchie zu sehen und sorgte für die rasche Bestätigung durch die Hohe Pforte. Nur knapp drei Jahre, bis zu seinem Tod am 18. April 1737, währte seine Amtszeit. In dieser relativ kurzen Zeit visitierte er viele Klöster und sorgte für weitgehende Privilegien durch die persische Regierung für seine Kirche.
Seine Zeit in Armenien fiel in die kriegerischen Auseinandersetzungen zwischen Nadir Khan, dem späteren Nadir Schah († 1747), Nachfolger des von ihm abgesetzten Schah Tahmasp II. († 1739), und den Osmanen. In den Jahren 1734–1736, konnte Nadir Schah die von den Osmanen besetzten Gebiete Ost-Armeniens und Georgiens zurückerobern.

## Patmut`iwn
In den letzten zwei Lebensjahren schrieb Abraham sein einziges Werk, eine als historische Quelle bedeutende Chronik (Patmut`iwn) über die aktuellen Ereignisse in Armenien. Detailliert schildert er das Eintreffen Nadir Khans in der Provinz Jerewan, die Feldzüge gegen die Osmanen und Nadirs Krönung zum Schah am 8. März 1736 in der Mugansteppe. Diese Chronik ist eine der wenigen nicht-persischen Berichte über die Ereignisse dieser Jahre und in Einzelheiten ausführlicher als zeitgenössische persische Werke.
Abraham beklagt die schlechten Lebensumstände in Nordpersien und Transkaukasien während der osmanischen Besatzungszeit seit 1723. Requirierungen von Vieh und anderen Lebensmitteln waren an der Tagesordnung und trieben einige Ortschaften in den Ruin. Er beschreibt Hungersnot, Geldmangel und eine schwere Epidemie (möglicherweise Cholera oder Typhus), der viele Menschen zum Opfer fielen. Obwohl er selber osmanischer Bürger war, sieht er die persische Herrschaft als die bessere, wohl auch wegen der ihm von Nader Schah verliehenen Kirchenprivilegien. Auch den neuen persischen Gouverneur Ibrahim Khan beschreibt er sehr positiv, trotz seiner ursprünglichen Sorge um seine Gemeinde.
Die qurulta‘i (Beratung), die Naders Krönung voranging, wird in der Chronik ausführlich beschrieben, ebenso die Tatsache, dass dadurch die neue Dynastie der Afschar gegründet wurde. Auch die Beschreibung der Zeremonien, bis zur Speisenfolge, der Musik und dem Tanz hin, nimmt breiten Raum ein. Abraham schildert die Audienzen, die Truppen, deren Waffen und Kleidung, die Delegationen und Gäste wesentlich genauer als persische Berichte dies tun. Eine Beschreibung der Mugansteppe folgt, mit der Schilderung zweier extra wegen der Festlichkeiten errichteten Brücken über die Flüsse Aras und Kura.
Armenische, griechische, albanische und bosnische Truppenteile in der osmanischen Armee werden von ihm als bemerkenswert erwähnt, vor allem, da es sich bei den Armeniern und Griechen wohl nicht um Muslime gehandelt habe und sie sich deshalb üblicherweise nicht der Heeresfolge stellen mussten. Als Gegenstück schildert er den Einsatz armenischer Freiwilliger in der Schlacht von Eghvard am 19. Juni 1735, die zum Sieg über die Osmanen beitrugen.
Die Chronik ist in einem sehr klaren Stil geschrieben und der Autor dürfte keine weiteren Quellen für sie verwendet haben. Die erste Publikation erfolgte 1796 in Kalkutta, die zweite in Etschmiadsin 1870. Eine französische Übersetzung durch Brosset erschien 1876, eine russische und armenische kommentierte Ausgabe 1973 in Jerewan. 1968 erschien eine persische Kurzfassung, die englische Übersetzung erfolgte 1999 durch George A. Bournoutian.

## Manuskripte
- Jerewan, Matenadaran Archiv, Mss. 1387, 1674, 2616, 2622, 2722, 5026, 6974, 7130.
- Jerusalem, Archiv des Armenischen Patriarchates, Mss. 699, 959.
- Wien, Bibliothek im Mechitaristen-Museum zu Wien, Mss. 616,840.

## Übersetzungen
- Marie-Felicite Brosset: Mon Histoire et celle de Nadir, Chah de Perse, par Abraham de Créte, Catholicos. In: Collection d'histoiriens arméniens, Volume 2, St. Petersburg 1876. (französisch)
- The Chronicle of Abraham of Crete. Mazda, Costa Mesa 1999, ISBN 1-56859-082-2 (englisch mit Anmerkungen).